# Wieki Somers
Wieki Somers (Sprang-Capelle, 1976) is een Nederlandse ontwerper. Ze wordt gezien als lid van de tweede generatie Nederlandse ontwerpers die internationale bekendheid heeft gekregen. Anders dan de eerste generatie, die vooral concentreerde op conceptuele, functionele ontwerpen, erkent deze tweede generatie ook het belang van het esthetische aspect.

## Biografie
Somers studeerde af aan de Design Academy Eindhoven in 2000. Hierna vestigde ze samen met Dylan van den Berg, waarmee ze samen in Eindhoven studeerde, Studio Wieki Somers. Naast haar ontwerpwerkzaamheden geeft Somers ook les aan de Design Academy Eindhoven.

## Werken
Studio Wieki Somers won in oktober 2009 de Golden Eye (de prijs voor de beste Nederlandse vormgeving) bij de Dutch Design Awards met de Merry-go-round Coat Rack, een draaimolenvormige constructie om jassen aan op te hangen, ontworpen voor de garderobe van Museum Boijmans Van Beuningen. Door aan touwen te trekken worden de jassen omhoog gehesen, waardoor ze in de ruimte lijken te zweven. De draaimolen werd in 2009 ook genomineerd voor een designprijs van het Londense Design Museum, de Designs of the Year.
Andere bekende ontwerpen van Somers zijn:
- de High Tea Pot, een theepot in de vorm van een varkensschedel met een theemuts van bont;
- de Bathboat, een badkuip met het uiterlijk van een roeiboot;
- de Bufferlamp, een iconische porseleinen lamp onder gebracht bij het Nederlandse design merk Pols Potten. De lamp is gemaakt van afgedraaid wit porselein met een gouden luster aan de binnenkant. Typerend aan de lamp is de wijze waarop de elektriciteitsdraad aan de lamp bevestigd is.
- de  Bellflower, een twee meter hoge lamp die met een experimentele weeftechniek uit één stuk is geweven;
- Blossoms, een vaas in de bloem als het ware is vergroeid met de vaas.[5]
- Ayoama, een lamp in de vorm van een lampion aan een lange buigzame stok verzwaard met een verkeerskegel

## Tentoonstellingen
Het Rotterdamse designcentrum VIVID toonde van november 2005 tot januari 2006 een overzicht van haar werk. Van december 2008 tot februari 2009 presenteerde het Stedelijk Museum 's-Hertogenbosch een overzichtstentoonstelling, Studio Wieki Somers : thinking hands, speaking things. In januari-maart 2010 presenteerde Galerie Kreo in Parijs Wieki Somers: Frozen in Time, een tentoonstelling van objecten ontworpen door Somers, waarbij ze zich heeft laten inspireren door foto's van een ijsstorm in Noordoost-Nederland op 2 maart 1987.

## Fotogalerij

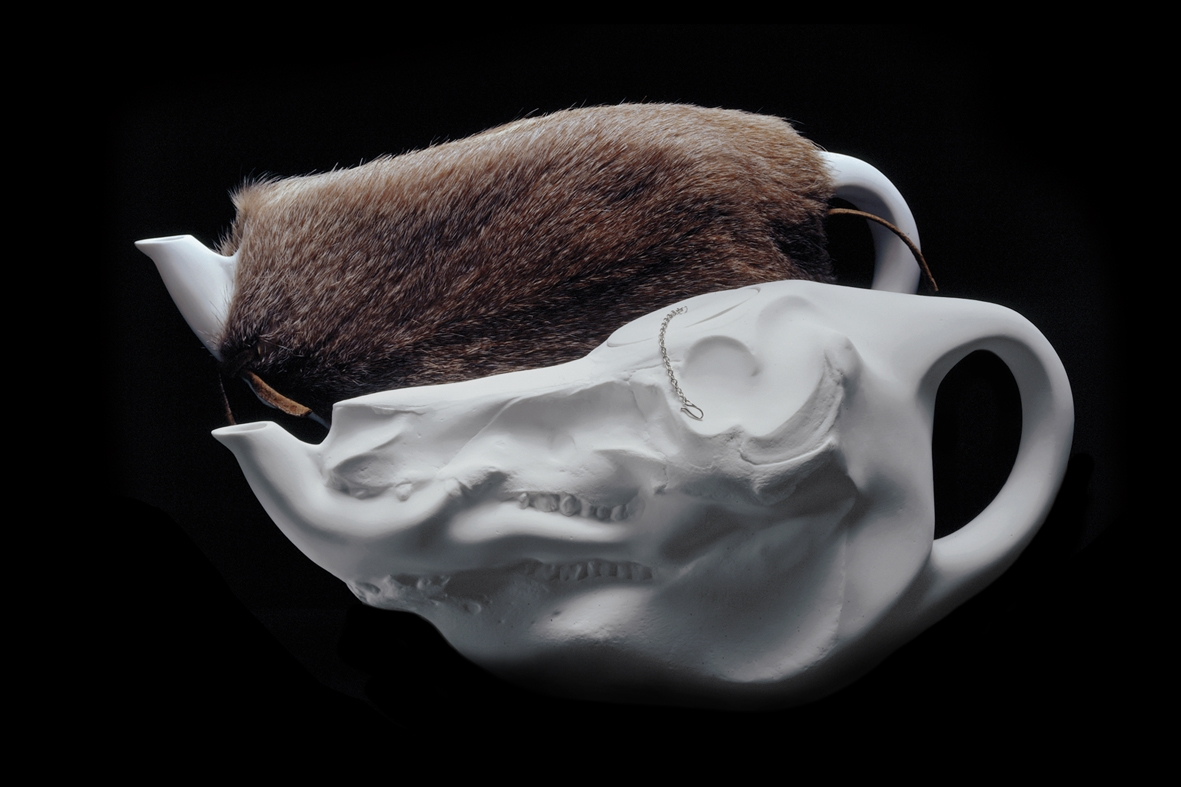
High Tea Pot, 2003
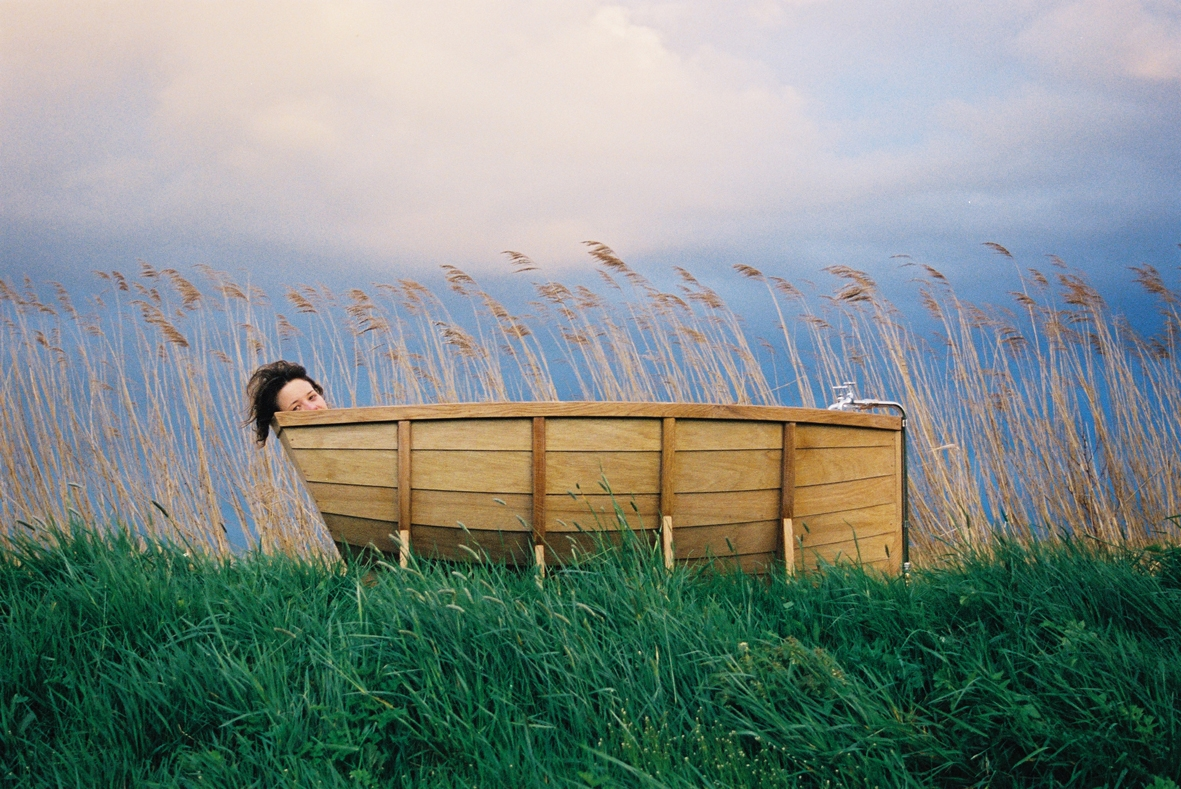
Bathboat, 2005
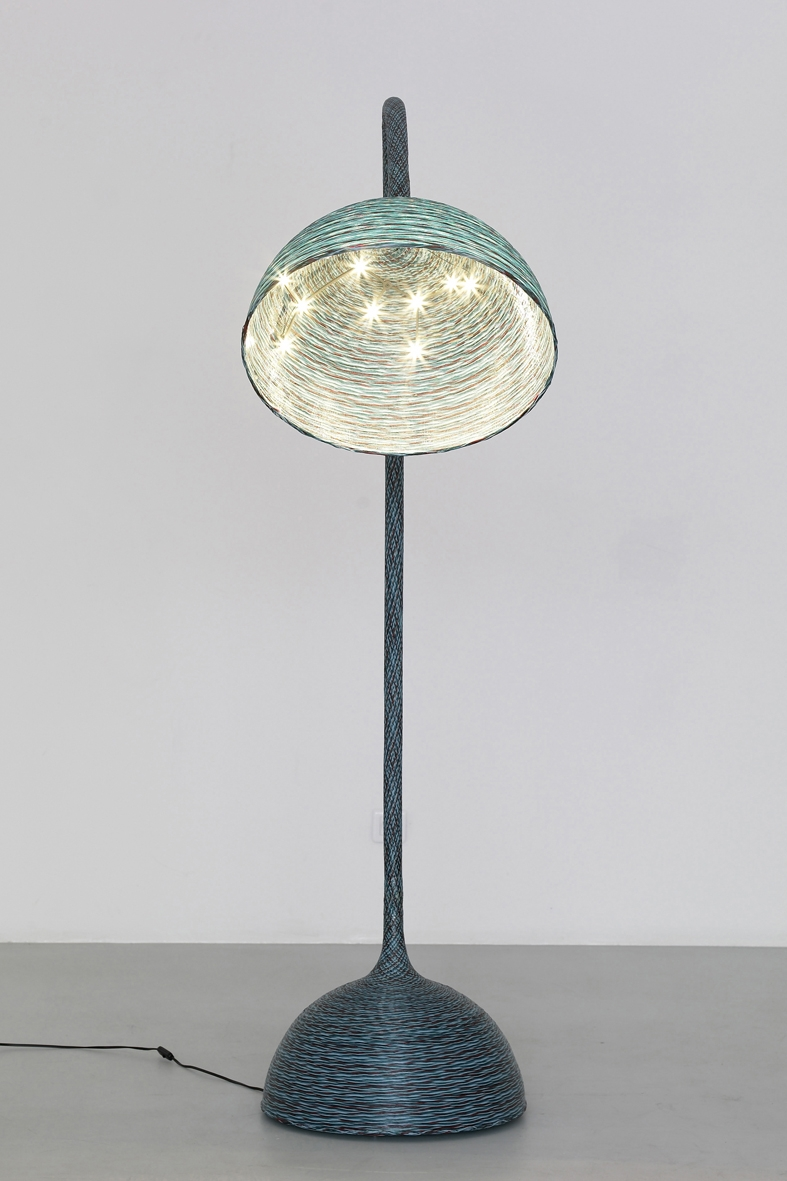
Bellflower, 2007
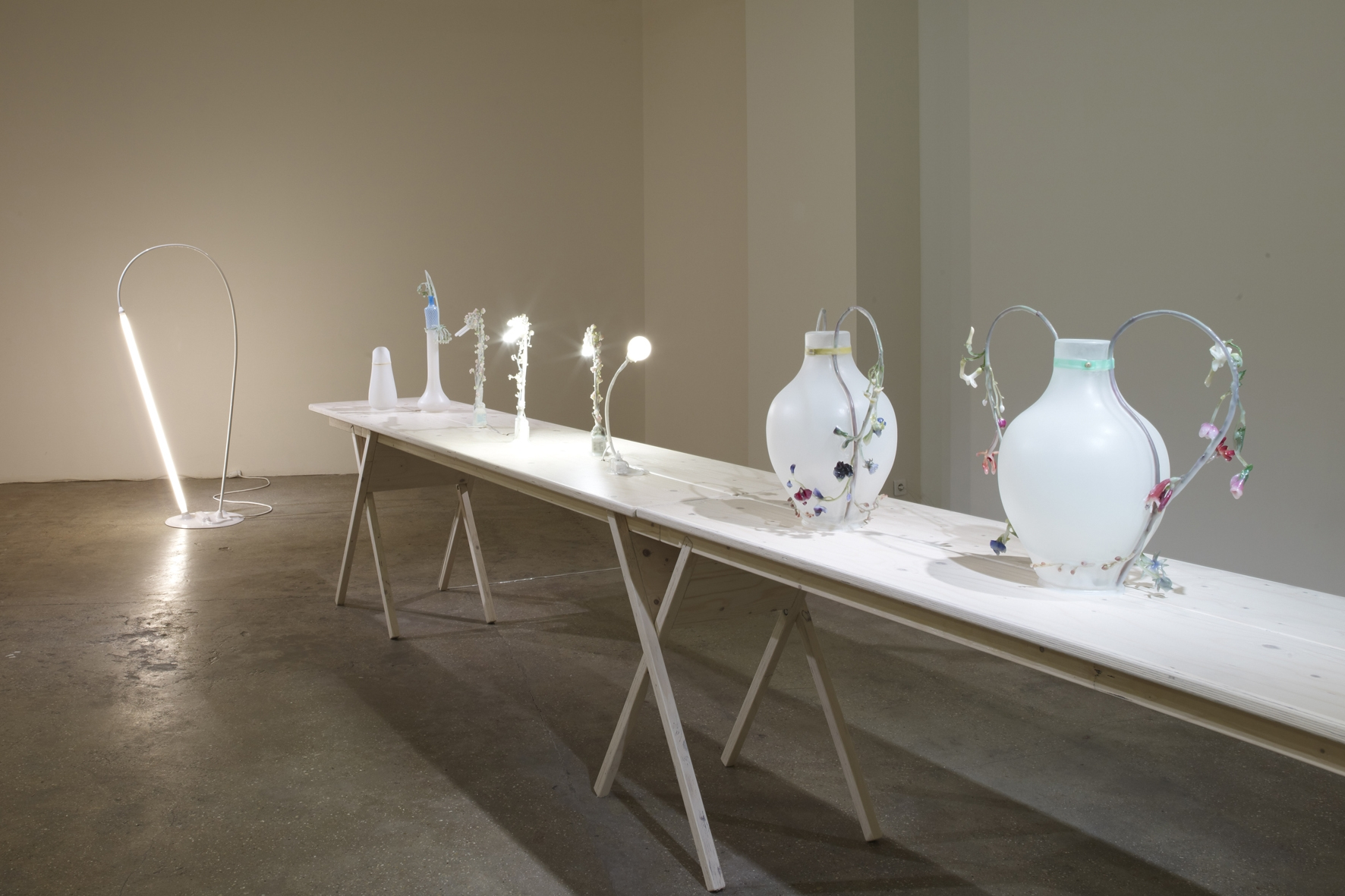
Blossoms, 2007
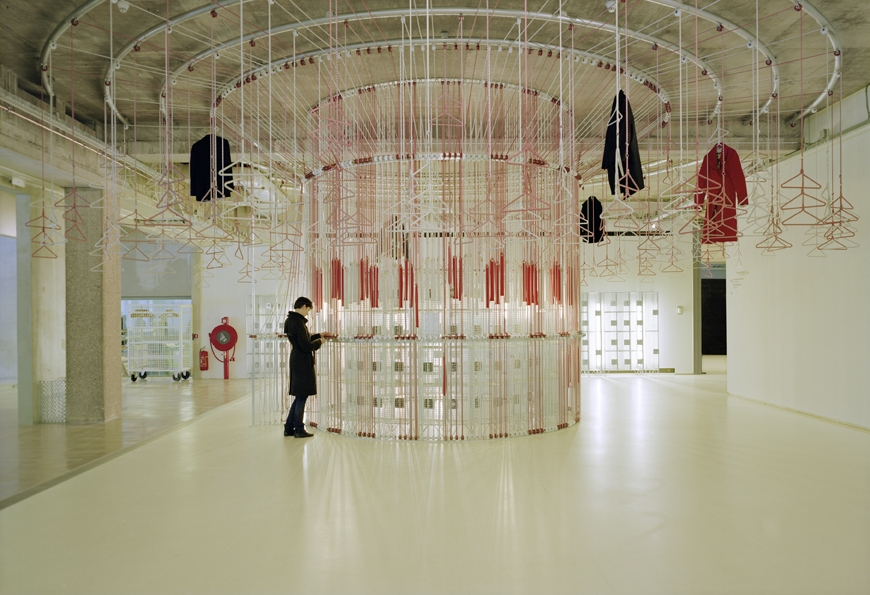
Merry-go-round Coat Rack, 2008
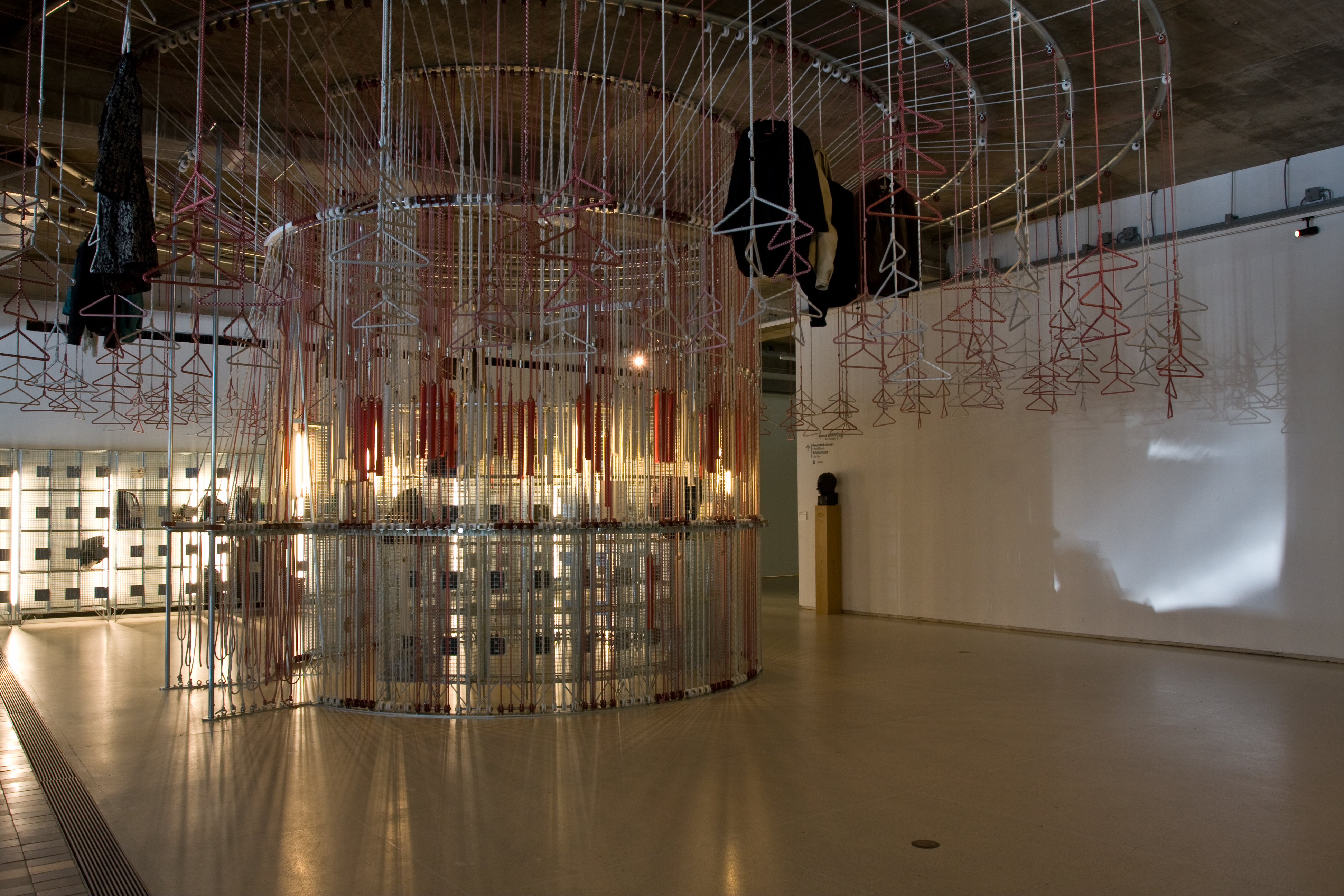
De Merry-go-round Coat Rack in de garderobe van Museum Boijmans Van Beuningen